# Arnaud Geyre
Arnaud Pascal Geyre (Pau, 21 april 1935 - Château-Thierry, 28 februari 2018) was een Frans wielrenner.

## Carrière
Geyre won tijdens de Olympische Zomerspelen 1956 de gouden medaille met de ploeg en de zilveren medaille individueel. Geyre was van 1958 tot en met 1963 beroepsrenner. In 1958 won hij twee etappes en in 1961 een etappe in de Ronde van de Aude.

## Erelijst
- 1956  landenwedstrijd wegrit
- 1956  wegrit

1912: Friborg, Malm, Persson, Lönn ·
1920: Souchard, Canteloube, Detreille, Gobillot ·
1924: Blanchonnet, Hamel, Wambst ·
1928: Hansen, Nielsen, Jørgensen ·
1932: Pavesi, Segato, Olmo ·
1936: Charpentier, Lapébie, Dorgebray ·
1948: Wouters, De Lathouwer, Van Roosbroeck ·
1952: Noyelle, Grondelaers, Victor ·
1956: Geyre, Moucheraud, Vermeulin
Wielerploegen van Arnaud Geyre
Abadie ·
Aerenhouts ·
Anastasi ·
Beuffeuil ·
Bianco ·
Bihouée ·
Bourlès · 
Cazala ·
Drissi Ben Brahimi ·
Fayard ·
Ferrer ·
Fraisseix ·
Gainche ·
Gandolfo ·
Gauthier ·
Geyre ·
Hellemans ·
Huot ·
Le Bihan ·
Lebuhotel ·
Le Dissez ·
Manzano ·
Meneghini ·
Picot ·
Pipelin ·
Poulidor ·
Privat ·
Sabbadini ·
Schils ·
Sentier ·
Trochut ·
Vanden Berghen ·
Vercauteren ·
Verdeun ·
Verlinden ·
Wasko